# 宝国寺 (さいたま市)
宝国寺（ほうこくじ）は、埼玉県さいたま市岩槻区にある曹洞宗の寺院。

## 歴史
創建年代は不明であるが、能山（1512年寂）によって開山された。能山の寂年から戦国時代中期に創建されたものと推測される。
江戸時代、江戸幕府将軍の日光社参の際に、小休止して休憩を取るための茶屋が設けられた。富士山が見えることから「富士見台」と呼ばれていた。
墓地には、幕末の地元の教育者新井稲亭・桐蔭父子の墓がある。

## 交通アクセス
- 路線バス鹿室宿停留所より徒歩1分。